# Sacca di Mons
La sacca di Mons fu una sacca creata dalle forze degli Alleati tra il 31 agosto e il 5 settembre 1944 nei dintorni di Mons in Belgio, durante i più vasti eventi degli scontri del fronte occidentale della seconda guerra mondiale.
La sacca si originò, in maniera piuttosto casuale e non preventivata, durante la rapida avanzata delle forze degli Stati Uniti d'America attraverso la Francia settentrionale, dopo il collasso delle linee tedesche in Normandia. La First United States Army del generale Courtney Hodges, assistita dalla Resistenza belga, riuscì a intrappolare nella zona attorno a Mons circa 70000 soldati tedeschi della 5. Panzerarmee, intenti a ritirarsi in maniera disorganizzata verso la stessa Germania; vari reparti tedeschi riuscirono in qualche modo a rompere l'accerchiamento e fuggire, ma quando la sacca infine collassò gli statunitensi avevano catturato, al prezzo di perdite limitate, circa 25000 prigionieri di guerra.

## Antefatti

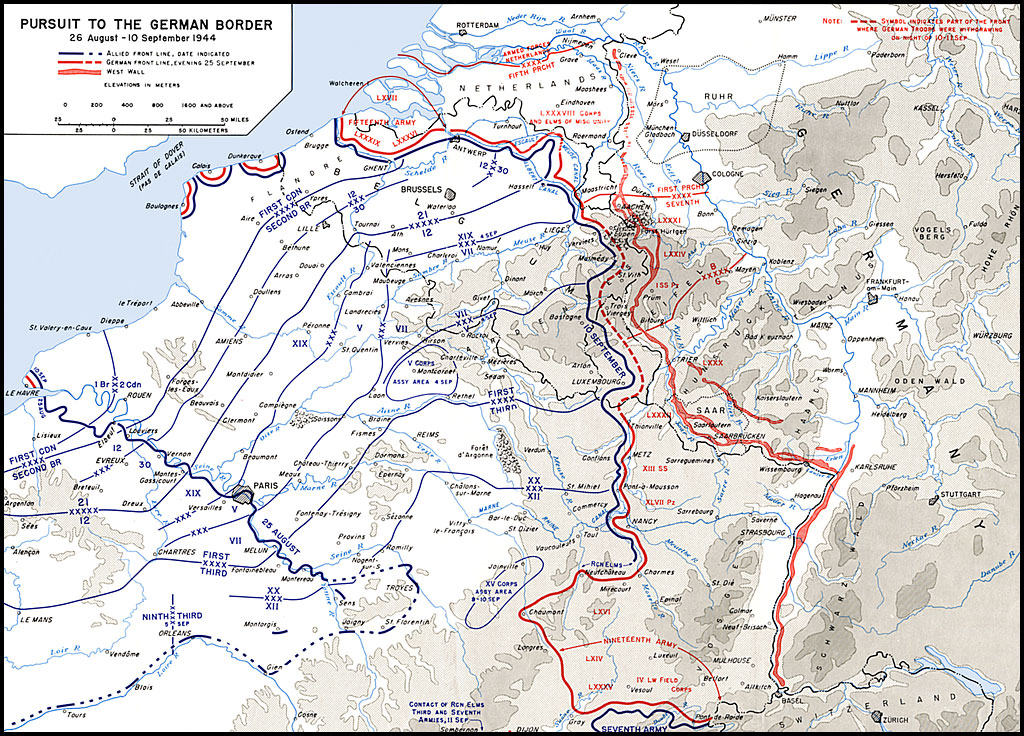
Carta del fronte occidentale con indicate, in blu, le direttrici di avanzata delle forze alleate tra il 26 agosto e il 10 settembre 1944

Tra la fine di luglio e l'inizio di agosto 1944, le forze degli Alleati occidentali riuscirono a irrompere fuori dalla testa di ponte stabilita dopo lo sbarco in Normandia e ad avanzare rapidamente attraverso la Francia settentrionale, liberandola dall'occupazione delle forze tedesche. L'obiettivo prioritario degli Alleati, in questa fase della guerra, era di avanzare così rapidamente da raggiungere le rive del fiume Reno prima che i tedeschi potessero presidiare e riattivare le difese fortificate della Linea Sigfrido, poste lungo i confini occidentali della Germania: il 27 agosto il generale Omar Bradley, comandante del Twelfth United States Army Group (principale quartier generale delle forze statunitensi nel nord della Francia), ordinò alle armate sotto il suo comando di «andare il più lontano possibile» fino a che gli fosse stato permesso dalla capacità delle loro linee di rifornimento logostico. Lo United States Army era ben equipaggiato per questo tipo di guerra, e le sue unità erano largamente motorizzate e addestrate a condurre operazioni mobili su larga scala.
Le forze della Wehrmacht tedesca in Francia avevano subito pesanti perdite nei combattimenti in Normandia, e tentarono di ripiegare davanti alle avanzate degli Alleati. L'abilità dei tedeschi di mettere in atto una simile ritirata era tuttavia limitata dalla rapidità dei movimenti del nemico, dalla congestione delle strade, dalla distruzione dei ponti e dai ripetuti attacchi aerei dei velivoli degli Alleati; la fanteria tedesca era molto meno mobile dei suoi equivalenti alleati, visto che era carente di trasporti motorizzati con cui muovere. Nelle fasi iniziali dello sfondamento degli Alleati, il dittatore tedesco Adolf Hitler ordinò di allestire posizioni difensive lungo i fiumi Somme e Marna nel nord della Francia, dove condurre azioni ritardanti dell'avanzata nemica. Tuttavia, al momento di raggiungere le nuove posizioni lungo la Somme e la Marna le forze tedesche non erano in condizione di offrire alcuna seria resistenza agli attacchi nemici; come descrisse la storia ufficiale della campagna dello U.S. Army, le unità tedesche erano in quel momento «esauste, disorganizzate e demoralizzate». Per il tardo agosto 1944 le truppe della Wehrmacht nella Francia settentrionale e nel Belgio erano nel pieno di una ritirata disorganizzata, e l'alto comando tedesco a occidente (Oberbefehlshaber West o OB West) stava tentando di ristabilire una coerente linea del fronte tra l'estuario della Schelda, il Canale Alberto e la sponda del fiume Mosa.
Alla fine di agosto Bradley decise di ordinare alla First United States Army del tenente generale Courtney Hodges di dare una temporanea priorità, rispetto all'obiettivo del raggiungimento del Reno, all'accerchiamento delle forze tedesche in ritirata attraverso la Francia e il Belgio. Il 31 agosto a Hodges fu ordinato di avanzare verso nord per tagliare la principale arteria stradale che collegava Lilla con Bruxelles; obiettivo prioritario divenne la città di Tournai in Belgio, che la First Army doveva liberare entro la mezzanotte del 2 settembre. Questa operazione ricadde sul XIX Corps, responsabile delle forze schierate all'estrema ala settentrionale della First Army di Hodges: il corpo raggiunse Tournai alle 22:00 del 2 settembre, catturando nel corso della sua avanzata 1300 prigionieri tedeschi. Nel frattempo, il V Corps schierato al centro della linea della First Army avanzò in direzione di Landrecies, liberata anch'essa il 2 settembre; poche unità tedesche vennero incontrate durante questa avanzata.
La 5. Panzerarmee era in quel momento la principale formazione impegnata a fronteggiare gli Alleati nel nord della Francia, responsabile per tutta l'area compresa tra la costa de La Manica e Parigi. Incapace di contenere i colpi delle offensive degli Alleati, l'armata fu ben presto messa in rotta: il quartier generale della 5. Panzerarmee ad Amiens venne occupato dalle truppe britanniche il 31 agosto, sebbene il suo comandante, lo SS-Oberst-Gruppenführer Sepp Dietrich, e il suo stato maggiore fossero riusciti a scappare. Per la fine di agosto un grosso quantitativo di truppe tedesche stava muovendo attraverso l'area a sud-ovest di Mons in Belgio: questo contingente proveniva dai ranghi di varie sottounità della 5. Panzerarmee come il LVIII. Panzerkorps, il LXXIV. Armeekorps e il II SS-Panzerkorps. Le forze tedesche comprendevano i resti malconci di dieci divisioni da combattimento come pure altre unità più piccole e diverso personale di retrovia. Tutti e tre i comandanti dei corpi d'armata tedeschi avevano ormai perso i contatti con i loro superiori, e il 31 agosto decisero quindi di fondere le loro forze per formare un'armata sotto il comando del generale Erich Straube, comandante del LXXIV. Armeekorps. Straube non aveva un quadro chiaro della situazione attorno a lui, ma fu in grado di determinare dalle intercettazioni del traffico rado degli Alleati e da altre fonti di informazioni che le truppe sotto il suo comando correvano il rischio di essere accerchiate; di conseguenza, il generale decise di ritirarsi verso un'area nelle vicinanze di Mons dove i canali e le paludi tipiche della zona potevano aiutare gli sforzi difensivi dei tedeschi. Il 1º settembre i tedeschi decisero infine di tentare uno sfondamento in direzione nord-est, con l'intenzione di raggiungere la zona di Nivelles in Belgio; questo richiedeva tuttavia la necessità di coprire circa 70 chilometri di strada davanti alla rapida avanzata dei reparti statunitensi.

## La battaglia

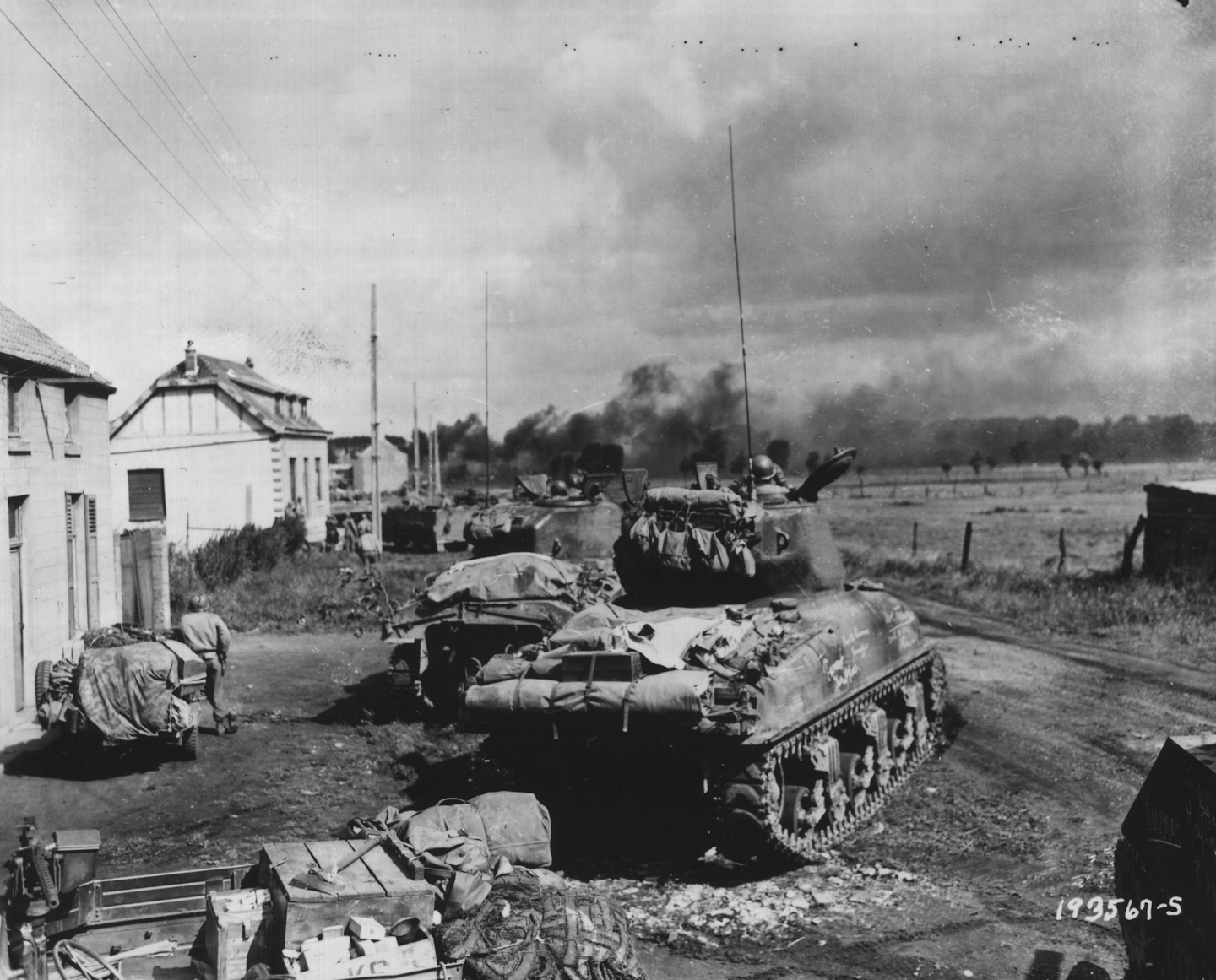
Carri armati statunitensi in azione contro i tedeschi in Belgio nel settembre 1944

Il VII Corps statunitense era in quel momento responsabile del settore più orientale nella zona di operazioni della First Army di Hodges: comandato dal maggior generale Joseph Collins, il corpo comprendeva la 3rd Armoured Division, la 1st Infantry Division e la 9th Infantry Division. Il 31 agosto a Collins fu ordinato di interrompere la sua avanzata verso nord-est e di piegare invece verso nord in direzione di Avesnes-sur-Helpe, Maubeuge e Mons; la 3rd Armored Division guidava l'avanzata al centro, con la 1st Division sulla sinistra e la 9th Division sulla destra della linea, mentre il 4th Cavalry Group manteneva i collegamenti con la Third United States Army più a sud.
L'avanzata del corpo d'armata di Collins incontrò inizialmente solo l'opposizione di alcuni avamposti tedeschi. I reparti corazzati della 3rd Aroured Division avanzarono rapidamente, e problemi di comunicazione fecero sì che Collins non ricevesse gli ordini da Hodges il 2 settembre di fermarsi prima di Mons per conservare le scorte di carburante; Collins stesso non aveva al momento un'idea chiara dell'ammontare delle forze tedesche presenti nella zona di Mons. I carri della 3rd Armored Division liberarono quindi l'abitato di Mons la mattina del 3 settembre; contemporaneamente, la 1st Division raggiunse Avesnes e la 9yh Division Charleroi. La rapida avanzata del VII Corps di Collins, e le manovre degli altri due corpi d'armata della First Army statunitense, stavano ormai chiudendo in una sacca le truppe di Straube: la 3rd Armored Division stabilì posti di blocco lungo la strada tra Mons e Avesnes, mentre la 1st Division attaccò a partire da Avesnes direttamente all'interno della concentrazione delle forze tedesche; il XIX Corps statunitense era sul lato occidentale della sacca, mentre il V Corps e le truppe britanniche più a settentrione stavano rapidamente chiudendo la via di fuga dei tedeschi verso nord. Le unità di Straube erano gravemente disorganizzate, e mancavano di carburante e munizioni; circa 70000 tedeschi finirono con il rimanere intrappolati nella sacca.
Diversi scontri tra statunitensi e tedeschi presero vita nella notte tra il 2 e il 3 settembre; nel corso di uno di questi combattimenti notturni, un'unità corazzata della 3rd Armored Division attaccò e distrusse una colonna di veicoli tedeschi lunga più di un chilometro. Unità di cacciabombardieri statunitensi attaccarono le truppe tedesche intrappolate nella sacca, infliggendo loro pesanti perdite. Vari reparti motorizzati tedeschi riuscirono a fuggire dalla sacca aprendosi a suon di combattimenti una via di fuga tra le linee alleate, ma già nel corso del 3 settembre molti soldati iniziarono ad arrendersi agli statunitensi: la 1st Division prese quel giorno 7500 prigionieri di guerra mentre la 3rd Armored Division nel raccolse 9000.
La 3rd Armored Division fu ritirata dalle operazioni per l'eliminazione della sacca nel corso del 4 settembre, in modo che potesse riprendere la spinta del VII Corps in direzione est; la 1st Division, con l'appoggio dei partigiani della Resistenza belga, continuò l'opera di eliminazione delle ultime posizioni tenute dai tedeschi, prendendo larghi numeri di prigionieri. L'opera di eliminazione della sacca proseguì anche il giorno successivo, nel corso del quale il solo 26th Infantry Regiment prese prigionieri 3000 tedeschi nei dintorni di Wasmes; la battaglia infine si concluse nel corso del pomeriggio del 5 settembre.
In tutto, circa 25000 soldati tedeschi furono fatti prigionieri nella zona di Mons, a cui si aggiungevano circa 3500 caduti in combattimento; il resto delle truppe tedesche, tra cui gli stati maggiori dei tre corpi d'armata, riuscirono a fuggire dalla sacca prima che l'accerchiamento fosse completato. Le truppe tedesche persero anche grossi quantitativi di equipaggiamento, tra cui 40 mezzi corazzati da combattimento, 100 semicingolati, 120 pezzi di artiglieria da campagna, 100 cannoni anticarro e antiaerei e circa 2000 altri veicoli. Di contro, il VII Corps subì poche perdite: la 3rd Armored Division ebbe 57 caduti in battaglia mentre la 1st Division dovette registrare 32 morti e 93 feriti; le perdite di equipaggiamento furono limitate a due carri armati, un cacciacarri e 20 altri veicoli.

## Conseguenze
Il 3 settembre il responsabile dell'OB West, feldmaresciallo Walter Model, decise che fosse ormai impossibile tenere posizioni di combattimento nel nord della Francia e nel Belgio, e ordinò una ritirata generale delle forze tedesche alla volta delle fortificazioni della Linea Sigfrido; per quella data, comunque, le unità tedesche stavano tentando ormai di evitare qualsiasi combattimento con le truppe alleate.
Il numero di soldati tedeschi catturati a Mons fu il secondo più alto di qualsiasi altro scontro della campagna degli Alleati occidentali nel 1944, superato solo dai 45000 prigionieri catturati nella sacca di Falaise in agosto; se gli statunitensi fossero avanzati più rapidamente o i loro comandanti avessero compreso le dimensioni delle forze tedesche e avessero dato priorità allo scontro, molti di più avrebbero potuto essere fatti prigionieri. Il collasso della sacca aprì uno squarcio nelle linee tedesche largo 75 chilometri, aprendo la strada all'avanzata della First Army in direzione della Linea Sigfrido e favorendo la liberazione del resto del Belgio da parte delle forze britanniche più a nord. Il 6 settembre Hodges dichiarò alo suo stato maggiore che la guerra poteva essere conclusa in dieci giorni se solo il tempo si fosse mantenuto buono; questa valutazione si rivelò tuttavia troppo ottimistica: problemi con la logistica, il terreno difficile e una ripresa della resistenza dei reparti tedeschi a mano a mano che si avvicinavano ai loro confini nazionali rallentarono ben presto le avanzate degli Alleati. A dispetto delle pesanti perdite patite a Mons, la maggior parte delle residue forze tedesche in Belgio e nella Francia settentrionale riuscì a ritirarsi in Germania, e per il 10 settembre l'alto comando tedesco era riuscito a ristabilire una solida e continua linea del fronte dalla costa del Mare del Nord al confine con la Svizzera. Gli Alleati non furono in grado di raggiungere la sponda del Reno prima del marzo 1945.
La battaglia per l'eliminazione della sacca di Mons ricevette all'epoca scarsa copertura da parte dei mezzi di informazione, e pochi storici hanno successivamente analizzato i fatti in questione. Nel 1961, lo storico dello U.S. Army Martin Blumenson scrisse che «lo scontro frontale di Mons è stato, dal punto di vista tattico, una sorpresa per entrambe le parti. Né gli statunitensi né i tedeschi si erano accorti dell'avvicinarsi dell'altro, ed entrambi si erano imbattuti in un incontro imprevisto che si era concluso con una battaglia breve e improvvisata». Nel 1999 Peter Mansoor descrisse la battaglia come un esempio dell'abilità dello U.S. Army di «muovere velocemente e colpire duro»; lo stesso Mansoor sostenne che lo scontro di Mons, unitamente allo sfondamento della testa di ponte di Normandia a seguito dell'operazione Cobra e all'invasione del sud della Francia dell'agosto 1944, dimostrarono che lo U.S. Ary fu perfettamente in grado di condurre una guerra di manovra nel 1944, a dispetto delle opinioni di vari studiosi che sostenevano il contrario. Robert M. Citino notò nel 2017 che la battaglia della sacca di Mons aveva fatto parte di «una delle più grandi vittorie operative di tutti i tempi», e che Hodges «aveva concluso la sua sequenza operativa con un piccolo, impressionante accerchiamento».